# Theodor Hilgard
Theodor Erasmus Hilgard (* 7. Juli 1790 in Marnheim; † 26. Januar 1873 in Heidelberg) war ein deutscher Rechtswissenschaftler.

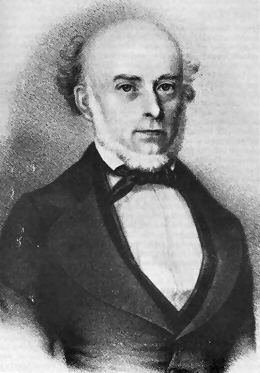
Theodor E. Hilgard

## Leben
Er war der Sohn des reformierten Pfarrers Jakob Hilgard und dessen Ehefrau Maria Dorothea geb. Engelmann. Von 1804 bis 1806 besuchte Theodor Erasmus Hilgard das Progymnasium in Grünstadt, bis 1811 studierte er in Heidelberg, Göttingen, Paris und Koblenz, arbeitete dann als Advokat beim Appellationsgerichtshof in Trier und wurde später Richter. 1821 avancierte er zum Mitglied des Landrats der Pfalz; 1826 erfolgte die Ernennung zum Appellationsgerichtsrat.
Am Hambacher Fest 1832 nahm er zwar nicht persönlich teil, sympathisierte aber offen mit der Freiheits- und Einheitsbewegung. Auch kritisierte er die Regierung und bezichtigte sie des Denunziantentums, was ihm einen Tadel auf Anordnung des bayrischen Königs Ludwig des I. einbrachte. Daraufhin entschloss sich Hilgard mit seiner Familie in die USA auszuwandern, um sich dort eine neue Existenz aufzubauen.
1835 wanderte Hilgard nach Belleville, Illinois aus, wo sich auch einige seiner Verwandten niederließen, darunter sein gleichnamiger Neffe Theodor Hilgard (1808–1871). Er erwarb große Ländereien, betrieb ein Weingut und betätigte sich als Obstzüchter. Es gelang ihm mehrere Traubensorten in den USA heimisch zu machen. Er widmete sich nun auch vermehrt der Publizistik. Hilgard gilt außerdem als Gründer der Stadt West-Belleville in Illinois, die auf seinen Ländereien entstand (siehe Latin Settlement). 1841 wurde er naturalisiert.
Hilgard, der das Englische nur zögerlich erlernte, blieb stets in engem Kontakt mit der alten Heimat. Ein erster Aufenthalt in Deutschland fällt ins Jahr 1850 und dauerte 4½ Monate. Schon im folgenden Jahr 1851 begann ein zweiter, diesmal 10-monatiger Aufenthalt in Deutschland, um bei einer Landreform zu assistieren. Nachdem er als 64-Jähriger im Dezember 1854 mit seiner 25-jährigen Nichte Maria Theveny, die er aus Kreuznach zu sich geholt hatte, eine zweite Ehe eingegangen war, kam er dauerhaft nach Deutschland zurück und lehrte ab 1855 an der Universität Heidelberg. 1864/65 unternahm er noch einmal eine Reise in die Vereinigten Staaten zur Ordnung seiner Vermögensverhältnisse.
Drei von Hilgards Söhnen, Julius Erasmus und Eugen Waldemar sowie Theodore Charles Hilgard (eig. Theodor) (1828–1875), erlangten als Wissenschaftler bleibenden Ruhm in den USA. Sein Großneffe Heinrich Hilgard stieg zu einem berühmten amerikanischen Eisenbahntycoon auf; dessen Großvater (sein Bruder) Georg Friedrich Hilgard (1784–1859) war Bürgermeister von Speyer.

## Werke
- Annalen der Rechtspflege in Rheinbayern, oder Darstellung merkwürdiger Rechtsfälle u. ihre Entscheidung durch die obern Gerichtshöfe Rheinbayerns im Gebiete des Civil- u. Crimial-Rechts. 2 Bde., Zweibrücken 1830–1831
- Fünf Paragraphen über Deutschlands National-Einheit und ihr Verhältniß zur Freiheit, Zweibrücken 1849 Digitalisat
- Eine Stimme aus Nordamerika. Zehn Paragraphen über verfassungsmässige Monarchie und Republik. Groos, Heidelberg 1849
- Meine Erinnerungen. Mohr, Heidelberg 1860
- Über die Beibehaltung oder Abschaffung der Todesstrafe mit besonderer Beziehung auf Mittermaiers letzte Schrift über diesen Gegenstand . Stuttgart 1868
- Frauenrechte. Washington, D.C.: Schriftgießer: 1869